# Jogos Mundiais Militares de 2007

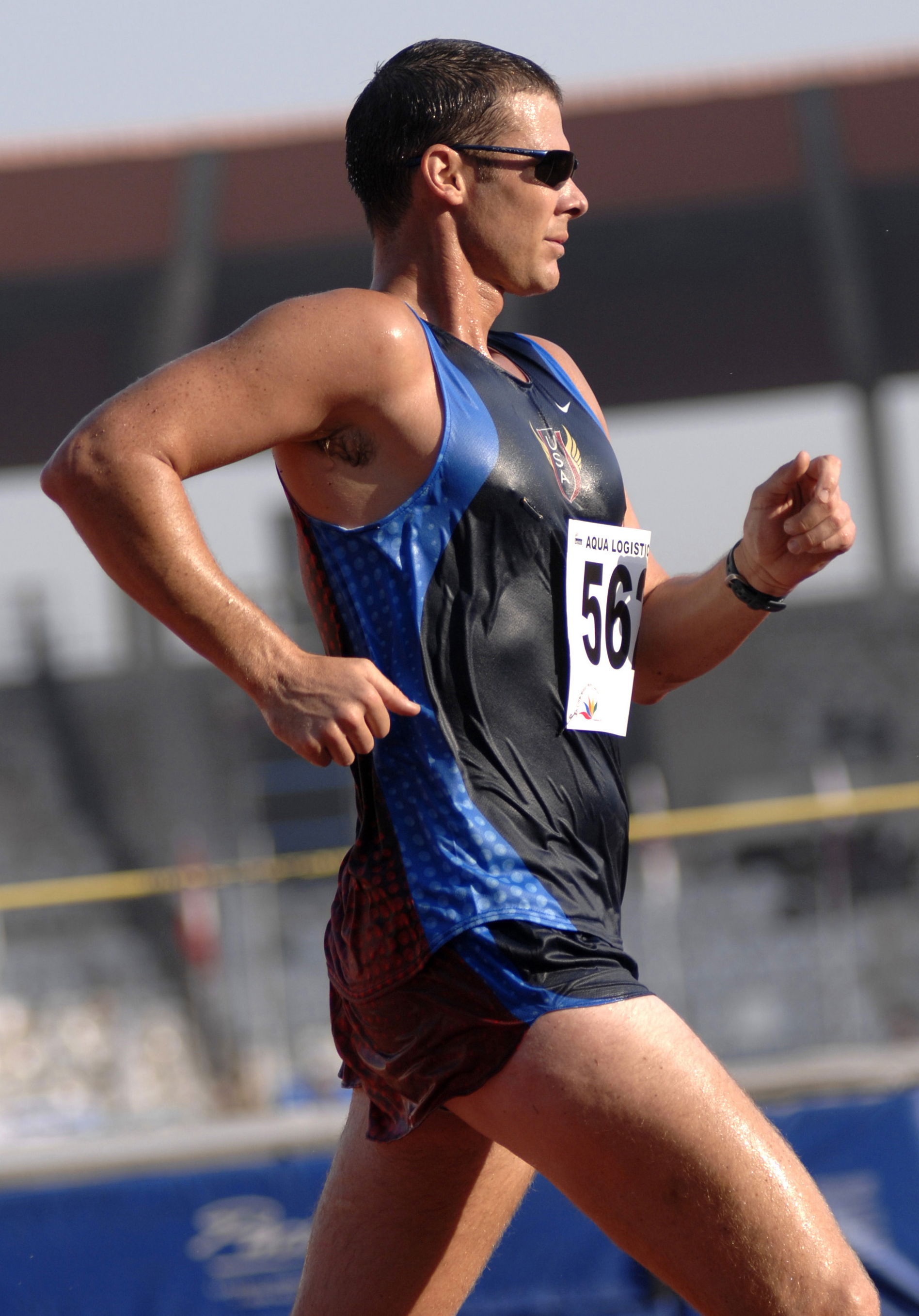
Sgt. John Nunn do exército estadunidense durante os Jogos Mundiais Militares, India

Os Jogos Mundiais Militares de 2007 foram uma série de eventos esportivos militares baseados em Hyderabad e Secunderabad, Andhra Pradesh, Índia entre 14 e 21 de Outubro de 2007. Alguns enventos foram realizados em Mumbai.
The tema dos jogos foi Friendship Through Sport, trad. Amizade através do Esporte. A Federação Russa conquistou o primeiro lugar no quadro de medalhas, ficando a China em segundo e a Alemanha em terceiro.
O Brasil foi o único país lusófono a conseguir medalhas.

## Lista de Esportes

### Eventos
O total de 14 esportes foram disputados nos jogos